# Ophiura ooplax
Ophiura ooplax är en ormstjärneart som först beskrevs av Hubert Lyman Clark 1911.  Ophiura ooplax ingår i släktet Ophiura och familjen fransormstjärnor. Inga underarter finns listade i Catalogue of Life.